# Geraint Thomas
Pour les articles homonymes, voir Thomas.
Geraint Thomas est un coureur cycliste gallois, né le 25 mai 1986 à Cardiff (pays de Galles). Il est professionnel sur route depuis 2007 et membre de l'équipe Ineos Grenadiers. Spécialiste de la poursuite sur piste au début de sa carrière, il est champion olympique de poursuite par équipes en 2008 et 2012, et champion du monde de cette discipline en 2007, 2008 et 2012. Il se consacre à la route à partir de 2013. Équipier de Christopher Froome lors de ses victoires sur le Tour de France (en 2013, 2015, 2016 et 2017), il lui succède en remportant le Tour de France 2018, se classe deuxième l'année suivante, derrière son coéquipier Egan Bernal, et troisième en 2022. Il est également vainqueur du Grand Prix E3 en 2015, de Paris-Nice en 2016, du Critérium du Dauphiné en 2018, du Tour de Romandie en 2021 et du Tour de Suisse en 2022.

## Biographie

### Jeunesse et carrière amateur
Geraint Thomas naît le 25 mai 1986 à Cardiff au pays de Galles, et vit dans sa banlieue, à Whitchurch. Il commence le cyclisme à l'âge de dix ans au Maindy Flyers Cycling Club, au Maindy Centre (en), puis court pour d'autres clubs, Cycling Club Cardiff et Cardiff Just in Front. Il obtient des victoires dans les catégories moins de 14 ans et moins de 16 ans, dont des championnats nationaux, et commence à prendre conscience de son potentiel et à envisager une carrière de cycliste professionnel en décrochant la médaille d'argent de la course aux points lors de championnats d'Europe juniors en 2004, puis en devenant champion du monde juniors de scratch la même année,. Il remporte le Paris-Roubaix juniors la même année. Il devient alors membre de l'académie olympique de British Cycling, la fédération britannique de cyclisme. Il s'installe à Manchester, où il vit avec Mark Cavendish et Edward Clancy, et est entraîné par Darren Tudor et Rod Ellingworth. Il remporte le Carwyn James Junior Award lors de la cérémonie récompensant les personnalités sportives galloises de la BBC.
En février 2005, il chute à l'entraînement à Sydney, en Australie, avant une manche de coupe du monde sur piste. Il tombe sur l'objet métallique à l'origine de la chute et souffre de saignements internes. Il subit une ablation de la rate et ne peut faire de vélo pendant cinq semaines. Il doit renoncer à participer aux championnats du monde sur piste et ne reprend la compétition qu'en mai. En fin d'année, il est stagiaire au sein de l'équipe allemande Wiesenhof. Il prend avec elle la 19e place du Championnat des Flandres.
En 2006, il court sur route essentiellement pour l'équipe Recycling.co.uk-SIS et prend avec elle la troisième place du championnat de Grande-Bretagne. En mars, il représente le pays de Galles aux Jeux du Commonwealth et y obtient la médaille de bronze de la course aux points. Avec l'équipe de Grande-Bretagne sur piste, il participe aux championnats du monde sur piste à Bordeaux. Il y obtient la médaille d'argent de la poursuite par équipes, avec Steve Cummings, Paul Manning et Rob Hayles, en étant battu en finale par les Australiens. Quelques mois plus tard, Thomas remporte avec Andrew Tennant, Ian Stannard et Edward Clancy le championnat d'Europe espoirs de cette discipline. Avec l'équipe de Grande-Bretagne sur route, il remporte en mai la Flèche du Sud, course par étapes disputée au Luxembourg et participe au Tour de Grande-Bretagne. En fin d'année, il rejoint l'équipe Saunier Duval-Prodir en tant que stagiaire.

### Début de carrière professionnelle sur route et premiers titres mondiaux olympiques

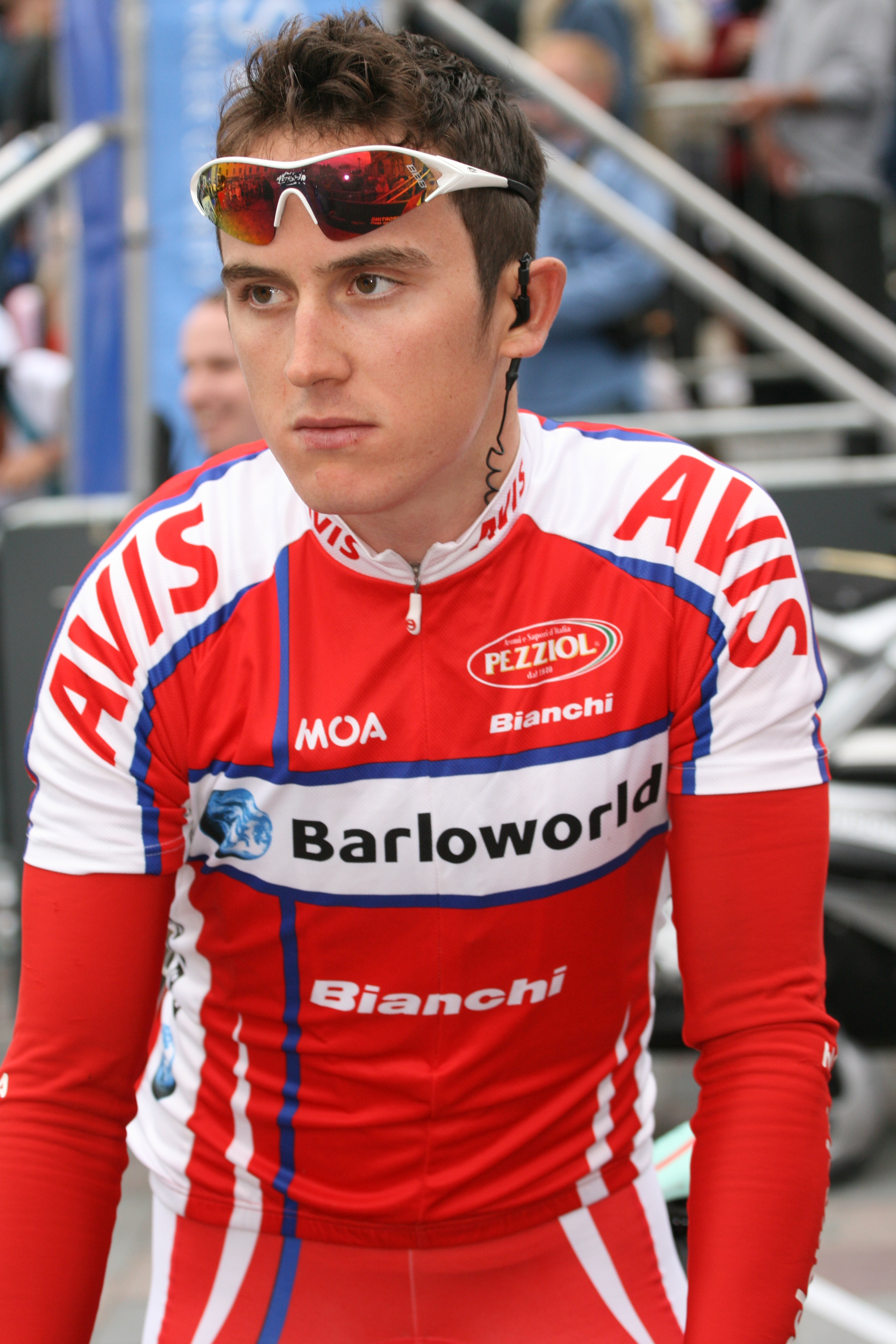
Geraint Thomas lors du Tour de Grande-Bretagne 2009.

En 2007, Geraint Thomas devient professionnel sur route au sein de l'équipe Barloworld. Avec Edward Clancy, Bradley Wiggins et Paul Manning, il devient pour la première fois champion du monde de poursuite par équipes, à la Palma Arena de Palma de Majorque. Barloworld obtient une invitation pour le Tour de France, que Thomas dispute pour la première fois. Il est le plus jeune participant de cette édition et le premier Gallois à courir le Tour depuis Colin Lewis (en) en 1967. Il finit à la 140e place, sur 141 coureurs classés.
En mars 2008, aux championnats du monde sur piste à Manchester, Thomas, Clancy, Wiggins et Manning conservent leur titre de champion du monde. Après avoir réalisé le deuxième temps (3 min 59 s 40) en tour de qualification derrière les Danois, ils battent ces derniers en finale en établissant un nouveau record du monde, en 3 min 56 s 322,. Geraint Thomas dispute le Tour d'Italie, puis retourne en Grande-Bretagne afin de s'entraîner en vue des Jeux olympiques de Pékin. Il ne participe donc pas au Tour de France. Aux Jeux olympiques, il fait partie de l'équipe britannique de poursuite par équipes, avec les mêmes coéquipiers qu'aux championnats du monde. Lors des qualifications, ils battent le record du monde de la discipline en 3 min 55 s 202, éliminant les Russes aisément. Le lendemain, ils améliorent leur record en finale, en 3 min 53 s 314, devancent les Danois de 6,7 secondes et remportent la médaille d'or. Geraint Thomas aurait pu participer au tournoi de poursuite individuelle, mais s'en abstient afin de ne pas compromettre les chances de l'équipe de poursuite par équipes. Il est également pressenti pour être associé à Bradley Wiggins lors de l'américaine. C'est cependant Mark Cavendish qui est sélectionné. Comme d'autres médaillés britanniques de ces Jeux, Geraint Thomas est fait membre de l'ordre de l'Empire britannique (MBE) en janvier 2009.
En début d'année 2009, Geraint Thomas chute lors du contre-la-montre de Tirreno-Adriatico. Souffrant de fractures de la hanche et du nez, il doit rester 20 jours au repos complet. Le 30 octobre, Geraint Thomas réalise le meilleur temps en poursuite selon les règles actuelles, en parcourant les 4 kilomètres en 4 min 15 s 105, lors du premier tour de la manche de Coupe du monde de Manchester. Seul Chris Boardman a fait mieux en 1996, dans une position sur le vélo qui a depuis été interdite. Le 1er novembre, le dernier jour de la compétition, Geraint Thomas et ses coéquipiers s'imposent en poursuite par équipes en réalisant le deuxième meilleur temps de l'histoire de la discipline, en 3 min 54 s 395. En fin d'année, lors de la cérémonie de la BBC récompensant les personnalités sportives de l'année, Thomas est deuxième derrière le joueur de football Ryan Giggs.

### Arrivée chez Sky

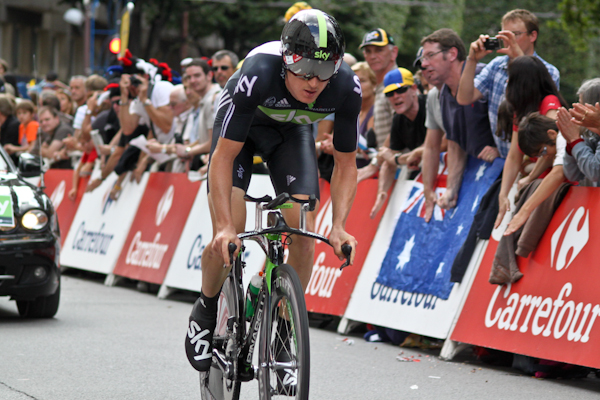
Geraint Thomas au Tour de France 2011.

En 2010, il est recruté par la nouvelle équipe britannique Sky, qui obtient la licence ProTour dès sa première année. En début de saison, Geraint Thomas remporte avec elle le contre-la-montre par équipes du Tour du Qatar. Après avoir disputé les classiques, il obtient de bons résultats en juin au Critérium du Dauphiné. Il se classe parmi les dix premiers des quatre premières étapes et porte le maillot vert du classement par points à trois reprises. Il termine à la 21e place du classement général. Quelques jours plus tard, il remporte le championnat de Grande-Bretagne sur route, en battant son coéquipier Peter Kennaugh. Au Tour de France, il se classe cinquième du prologue et deuxième de la troisième étape. À l'issue de cette dernière, il porte le maillot blanc de meilleur jeune. Il termine le Tour à la 67e place du classement général et neuvième au classement du meilleur jeune.
Geraint Thomas est ensuite sélectionné pour participer aux Jeux du Commonwealth, à New Delhi, en Inde. Comme d'autres cyclistes, il renonce à s'y rendre à cause de risques sanitaires (la dengue est notamment évoquée). Il dit sa « grande déception » : « je n'ai l'occasion de courir pour le pays de Galles qu'une fois tous les quatre ans, mais cette décision devait être prise ».
En début d'année 2011, Geraint Thomas se classe sixième de la Classica Sarda Sassari-Cagliari, deuxième d'À travers les Flandres et dixième du Tour des Flandres. En mai, il remporte le Tour de Bavière. En juin, il est deuxième du championnat de Grande-Bretagne, derrière Bradley Wiggins. Lors du Tour de France, il se classe sixième de la première étape et porte le maillot blanc. Il le garde le lendemain, l'équipe Sky finissant troisième du contre-la-montre par équipes. Il le cède à Robert Gesink à l'issue de la septième étape : Wiggins chute et quitte la course, et les autres coureurs de l'équipe perdent du temps en l'attendant. Thomas obtient le prix de la combativité de la douzième étape. Il attaque après deux kilomètres de course. Repris par les leaders du classement général à sept kilomètres de l'arrivée, il prend la 36e place de l'étape. Il finit 31e de ce Tour. Au Tour de Grande-Bretagne, il remporte le classement par points. Il fait partie de l'équipe de Grande-Bretagne qui aide le sprinter Mark Cavendish à obtenir le titre de champion du monde sur route. À l'issue de cette saison, il reçoit la récompense d'Athlète olympique de l'année en cyclisme, remis par la British Olympic Association.

### 2012: deuxième titre olympique
En 2012, il se concentre sur la piste avec pour objectif les Jeux olympiques de Londres. Après avoir aidé Bradley Wiggins à gagner Paris-Nice, il participe en avril aux championnats du monde sur piste. Il y remporte la médaille d'or de la poursuite par équipes en établissant un nouveau record du monde en 3 min 53 s 295, avec Edward Clancy, Steven Burke et Peter Kennaugh. Il fait équipe avec Ben Swift pour obtenir la médaille d'argent de l'américaine et prend la cinquième place du tournoi de poursuite individuelle. De retour sur route fin avril, il gagne le prologue du Tour de Romandie. Le leader de Sky, Bradley Wiggins, prend le maillot jaune le lendemain et s'impose au classement général de cette course. Au Tour d'Italie, Geraint Thomas se classe deuxième du prologue derrière Taylor Phinney. Il aide Mark Cavendish à remporter trois étapes et est à nouveau deuxième en contre-la-montre, lors de la dernière étape, battu cette fois par Marco Pinotti. Afin de ne pas diminuer ses chances de briller aux Jeux olympiques, il renonce à disputer le Tour de France, que Bradley Wiggins devient le premier coureur britannique à remporter.
Aux Jeux olympiques, Geraint Thomas forme l'équipe britannique de poursuite par équipes, avec Steven Burke, Ed Clancy et Peter Kennaugh. Le 2 août, ils établissent un nouveau record du monde en 3 min 52 s 499 lors du premier tour de compétition, et se qualifient en finale. Ils y battent les Australiens de trois secondes, avec un nouveau record du monde de 3 min 51 s 659. Geraint Thomas obtient ainsi sa deuxième médaille d'or olympique.

### Retour à la route en 2013

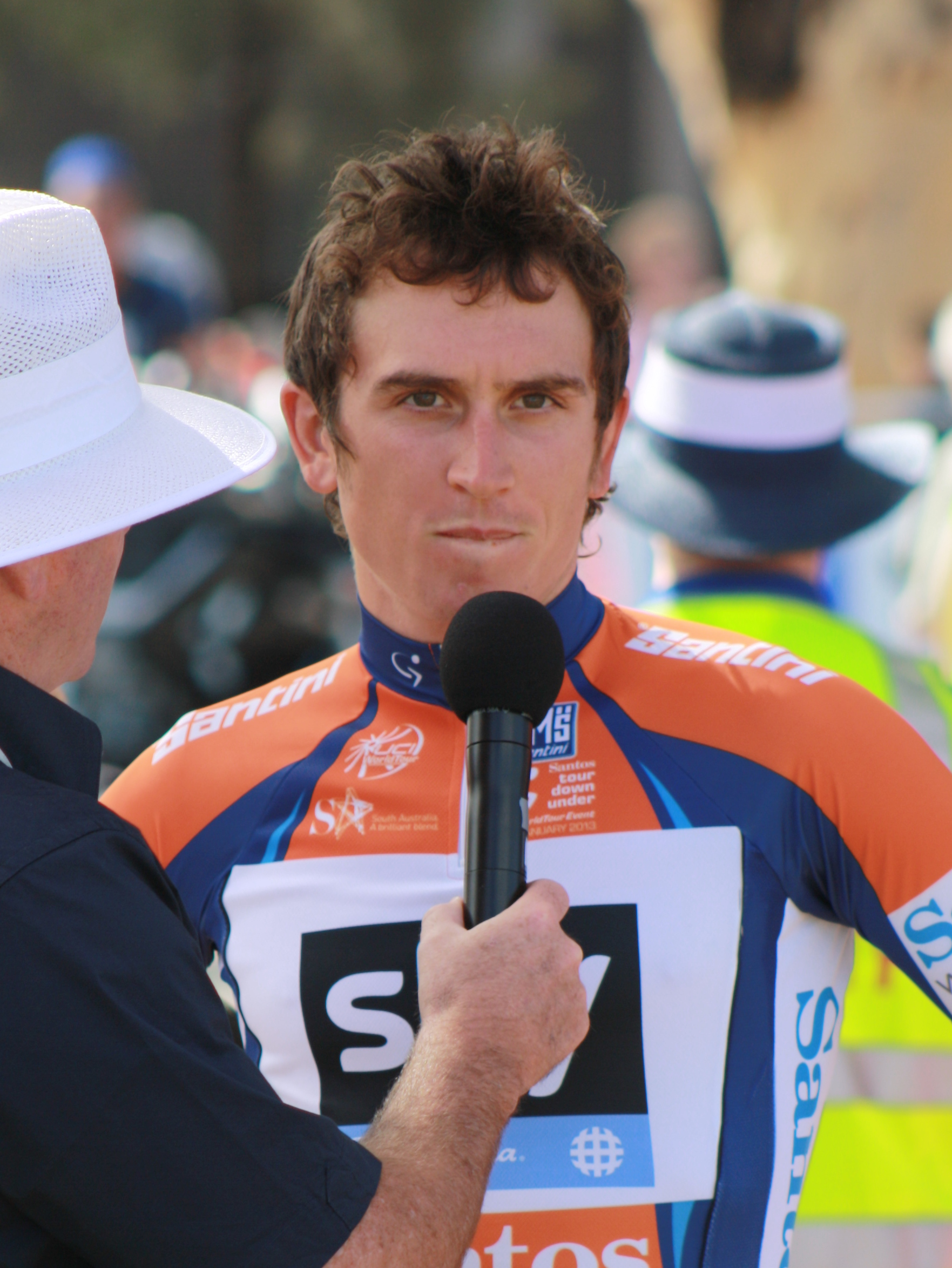
Geraint Thomas lors du Tour Down Under 2013.

En 2013, il met la piste de côté. Les classiques pavées constituent son principal objectif de la saison. Il prévoit ensuite de jouer un rôle d'équipier au Tour de France. Il reprend la compétition en janvier, en Australie, lors du Tour Down Under. Il en remporte la deuxième étape. Il est premier du classement général pendant trois jours et termine à la troisième place.
Sélectionné pour l'équipe Sky alignée au Tour de France en tant qu'équipier de Christopher Froome, Thomas chute durant la première étape. Deux jours plus tard, des examens médicaux montrent qu'il s'est fracturé le bassin à cette occasion, ce qui ne l'empêche pas de continuer la course. Il termine à la 140e place de ce Tour qui voit Chris Froome succéder à Bradley Wiggins.
Geraint Thomas commence l'année 2014 avec la huitième place du Tour Down Under et la onzième du Tour d'Andalousie. Il est désigné leader de Sky pour Paris-Nice. Il occupe la première place du classement général pendant deux jours, puis doit abandonner à la suite d'une chute, alors qu'il est encore deuxième du classement. Il participe ensuite aux classiques. Il y obtient ses meilleurs résultats sur ce type de courses : il est troisième du Grand Prix E3, huitième du Tour des Flandres malgré une chute en début de course et septième de Paris-Roubaix. Une chute lors de l'Amstel Gold Race met fin à sa période de classiques. Il reprend la course au Tour de Bavière. Vainqueur de l'étape contre-la-montre, il s'impose au classement général. Au Tour de France, Froome chute durant la première semaine et abandonne. Porte, leader de remplacement, est à nouveau malade et perd toute chance de victoire durant la deuxième semaine. Thomas y gagne davantage de liberté pour la suite de la course. Il est pendant quelques jours le coureur de Sky le mieux placé au classement général, jusqu'à ce qu'une mauvaise journée lors de l'étape menant au Pla d'Adet ne le fasse passer de la seizième à la 22e place du classement général, qu'il conserve jusqu'à la fin de la course. Geraint Thomas remporte avec le pays de Galles la course en ligne des Jeux du Commonwealth de Glasgow, quelques jours après avoir pris la médaille de bronze du contre-la-montre. Sur les 139 coureurs au départ, seulement douze ont terminé la course en raison de fortes pluies. Thomas s'est imposé avec une avance d'une minute et vingt-et-une secondes, malgré une crevaison dans les derniers kilomètres. En août, il est cinquième de l'Eneco Tour. Avec ses coéquipiers de Sky, il est quatrième du championnat du monde du contre-la-montre par équipes. Initialement présélectionné en équipe de Grande-Bretagne pour le contre-la-montre et la course en ligne de ces championnats du monde, il est finalement retenu pour la course en ligne, qu'il ne termine pas.
En juillet de cette année, le contrat qui le lie à Sky est prolongé jusqu'à fin 2016.

### 2015: Grand Prix E3
En mars 2015, il remporte en solo le Grand Prix E3 en se défaisant de ses compagnons d'échappée Zdeněk Štybar et Peter Sagan avec quatre kilomètres à parcourir. En juillet, il participe au Tour de France : lors de la 16e étape, il est heurté par Warren Barguil et tombe dans un ravin, sans gravité. Il termine à la quinzième place.
Thomas est sélectionné pour la course en ligne des championnats du monde de Richmond et est l'un des deux chefs de file de la sélection britannique avec Mark Cavendish. Au sortir du Tour d'Espagne qu'il termine à la 69e place, il annonce son forfait pour ces championnats pour cause de fatigue et met un terme à sa saison.

### 2016: vainqueur de Paris-Nice

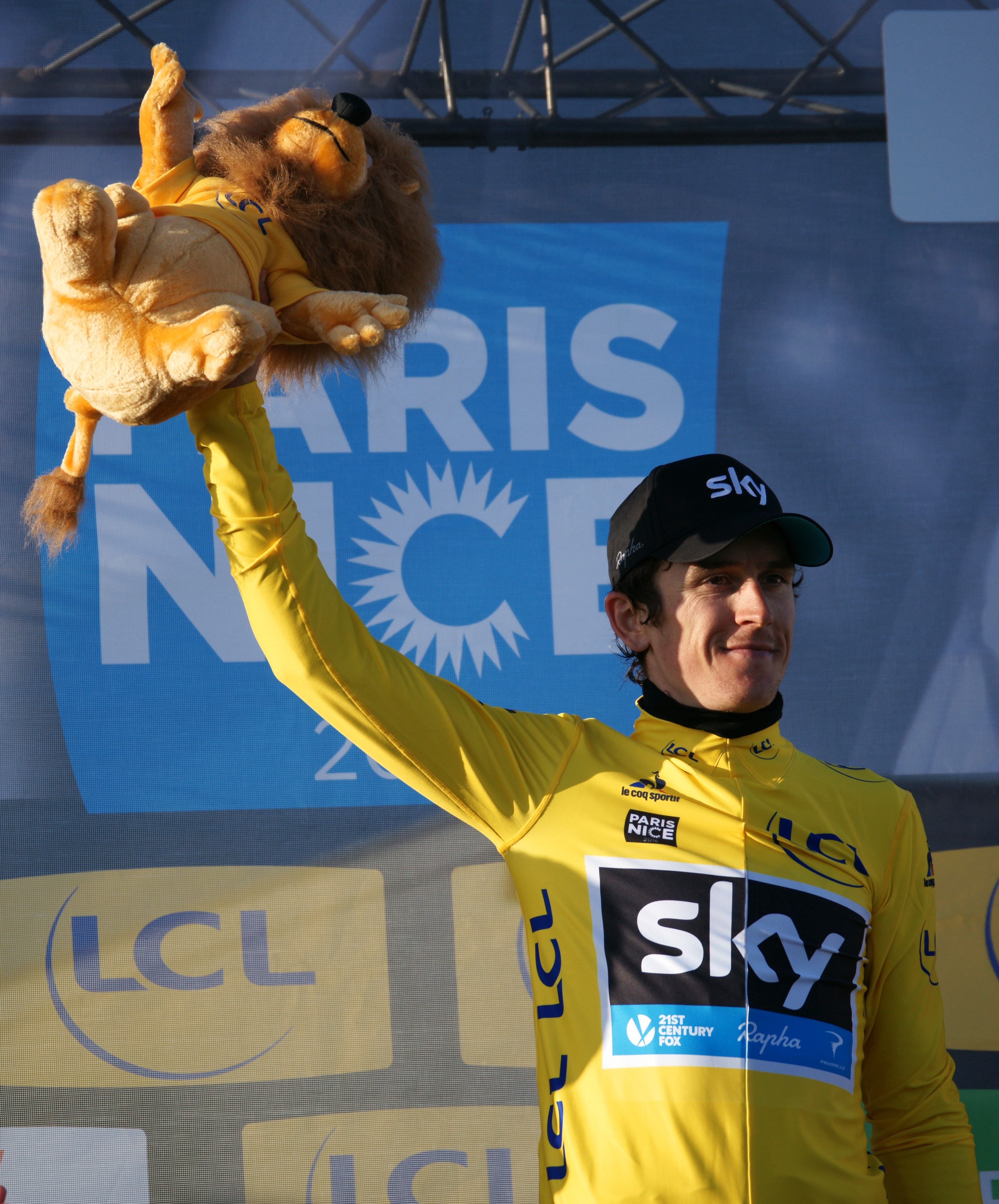
Geraint Thomas, vainqueur de Paris-Nice 2016.

En 2016, Geraint Thomas se concentre pour la première fois sur les courses par étapes, afin de s'y tester comme leader et avec l'objectif d'être au mieux de sa forme au Tour de France, tant pour aider Christopher Froome que pour tenter d'y obtenir un résultat personnel.
Après avoir commencé sa saison au Tour Down Under en janvier, il dispute en février le Tour de l'Algarve. Deuxième d'étape à l'Alto da Foia et troisième le lendemain en contre-la-montre, il s'impose au classement général à l'issue de la dernière étape, aux dépens de Tony Martin. Le mois suivant, il remporte Paris-Nice. Il prend la tête du classement général à l'issue de la sixième étape à la Madone d'Utelle, où il est deuxième derrière Ilnur Zakarin. Il la conserve après la dernière étape le lendemain, avec quatre secondes d'avance sur Alberto Contador. Il participe ensuite à Milan-San Remo, au Tour de Catalogne, qu'il ne termine pas afin de se préparer pour le Tour des Flandres, sa seule classique pavée de la saison,. Il en prend la douzième place. En mai 2016, il prolonge son contrat avec son équipe Sky, jusqu'à la fin d'année 2018.
En juin, il est leader de l'équipe au Tour de Suisse, avec l'objectif de s'y imposer après avoir terminé deuxième en 2015. Troisième du classement général après cinq étapes, il recule durant les jours suivant et occupe la huitième place avant la dernière étape. Il prend froid durant ce dernier jour, perd onze minutes et finit dix-septième.
Après ce Tour de Suisse décevant, il revoit ses ambitions et prend le départ du Tour de France dans le seul but d'aider Christopher Froome. Une chute lors de la première étape lui cause des douleurs aux côtes durant les jours suivants. Comme en 2015, il termine quinzième du classement général, remporté par Froome.
Aux Jeux olympiques de Rio, il représente la Grande-Bretagne dans les deux épreuves sur route. Lors de la course en ligne, il chute dans la dernière partie du parcours et termine onzième de l'épreuve. Quatre jours plus tard, il est neuvième du contre-la-montre. En fin de saison, il participe aux championnats du monde sur route où il est quatrième du contre-la-montre par équipe avec Sky.

### 2017: maillot jaune sur le Tour de France
Geraint Thomas fait du Tour d'Italie son principal objectif de la saison et, dans cette optique, renonce à prendre part aux classiques,.
Après une reprise en janvier au Tour Down Under, Geraint Thomas ne défend pas son titre sur Paris-Nice, où Sergio Henao défend les couleurs de Sky. Il dispute Tirreno-Adriatico, où ses chances de victoires finales disparaissent dès la première étape : lors de ce contre-la-montre par équipe, trois coureurs de Sky cassent une roue, dont Gianni Moscon qui chute. Malgré une victoire d'étape le lendemain et des places d'honneur les jours suivants, notamment à Terminillo où il est deuxième derrière Nairo Quintana, il ne peut rattraper la centaine de secondes perdues le premier jour et termine cinquième du classement général,. Il enchaîne avec le Tour de Catalogne où il est à nouveau leader de Sky. Troisième du classement général après trois étapes, il s'effondre les jours suivants et termine à une décevante 34e place,. Après un stage en altitude, le Tour des Alpes, en avril, est son dernier test avant le Giro. En gagnant la troisième étape devant son coéquipier Mikel Landa, il prend la tête du classement général. Il la conserve les deux jours suivant et remporte la course.
Deux semaines plus tard, il est au départ du Giro, co-leader de l'équipe Sky avec Mikel Landa. Lors de la neuvième étape, il est victime d'une chute collective provoquée par une moto mal garée. Souffrant de l'épaule et du genou, il parvient néanmoins à prendre le lendemain la deuxième place du contre-la-montre derrière Tom Dumoulin. Il doit cependant abandonner à l'issue de la douzième étape,.
Le 1er juillet, il gagne à Düsseldorf la première étape du Tour de France, lors d'un contre-la-montre de 14 km. Il garde son maillot jaune pendant quatre jours, avant de le céder à son coéquipier Christopher Froome. Ayant chuté dans la descente du col de la Biche, il doit abandonner au cours de la 9e étape alors qu'il occupe la deuxième place du classement général.
Au cours de la saison, Geraint Thomas est approché par plusieurs équipes souhaitant s'attacher ses services. Il décide néanmoins de rester chez Sky en 2018.
En septembre, il participe au Tour de Grande-Bretagne pour la première fois depuis 2011 et en prend la troisième place, puis termine sa saison aux championnats du monde à Bergen, où il obtient la médaille de bronze du contre-la-montre par équipe avec Sky.

### 2018: vainqueur du Tour de France et du Dauphiné

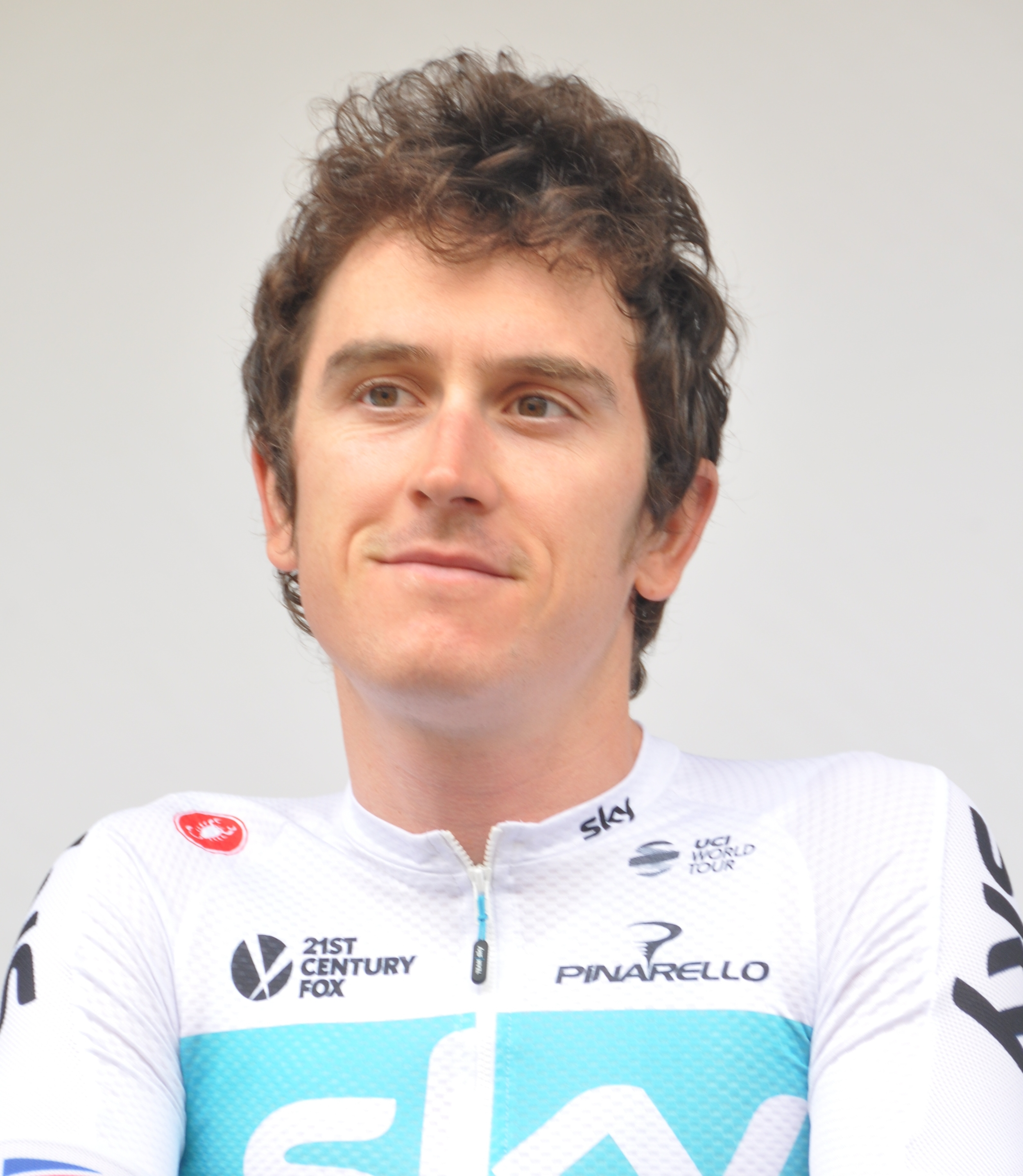
Thomas lors du Tour d'Allemagne 2018.

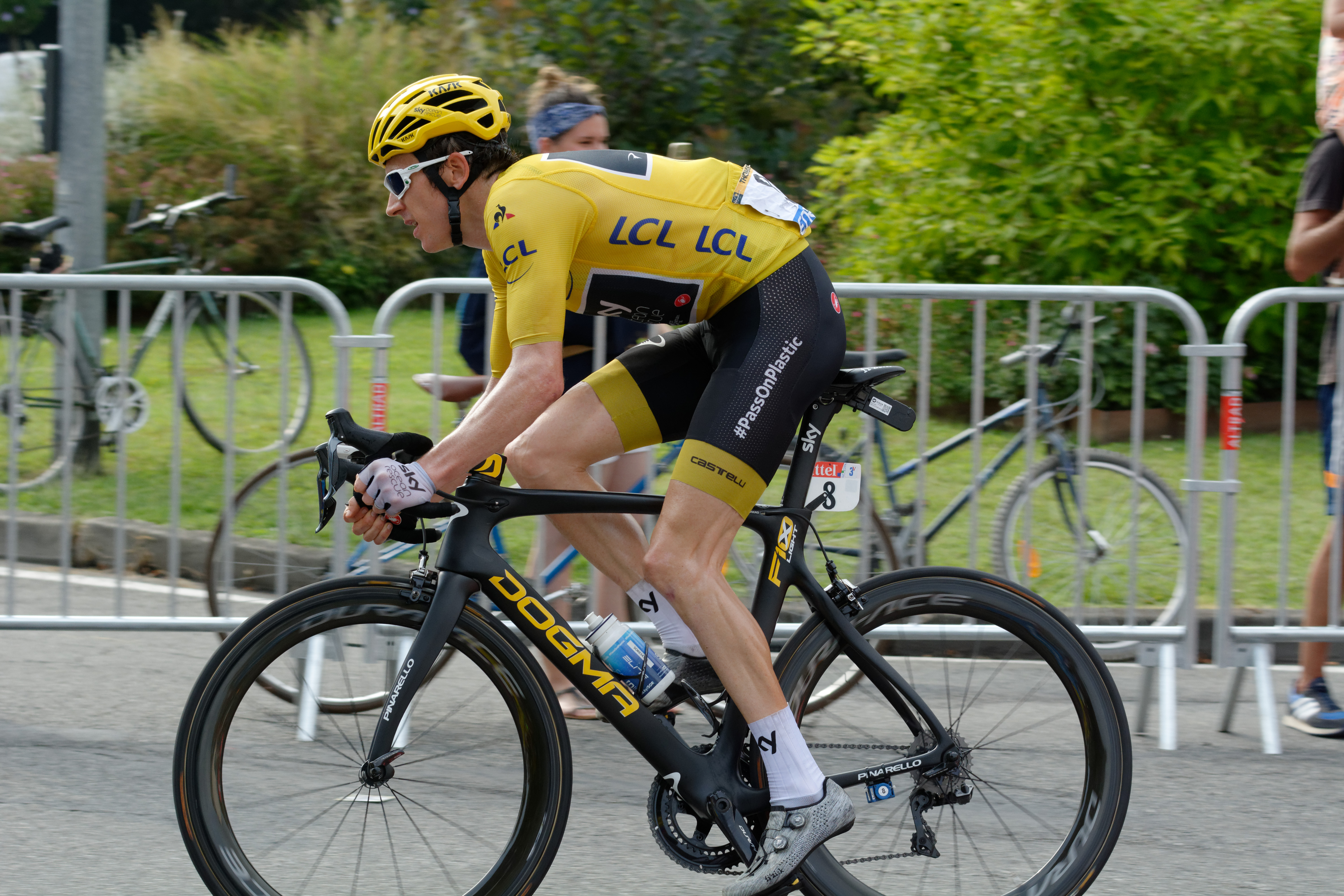
Geraint Thomas, vêtu du maillot jaune durant le Tour de France 2018.

Durant l'hiver, Christopher Froome voit sa saison menacée d'une suspension après avoir subi sur la Vuelta un contrôle antidopage au résultat anormal. Dans ce contexte, Geraint Thomas fait part de son ambition personnelle en vue du Tour de France,,.
Il commence sa saison au Tour de l'Algarve. Vainqueur du contre-la-montre, il occupe la tête du classement général pendant deux jours et prend finalement la deuxième place derrière son coéquipier Michał Kwiatkowski. Il dispute ensuite Tirreno-Adriatico, également remporté par Kwiatkowski et dont il prend la troisième place.
En juin, Geraint Thomas gagne le critérium du Dauphiné et il déclare : « C'est la plus belle victoire de ma carrière ! ». À l'approche du Tour de France, alors que la présence de Christopher Froome reste incertaine, il est considéré comme un possible « plan B » pour Sky,. Blanchi par l'UCI, Froome est finalement au départ de la « grande boucle » et leader désigné de la Sky.
Durant la première semaine du Tour de France, Geraint Thomas est le seul des favoris à ne pas perdre de temps. Il occupe ainsi la deuxième place du classement général derrière Greg Van Avermaet à partir de la sixième étape, tandis que Froome est retardé par une chute dès le premier jour. Dans les Alpes, il gagne la onzième étape en attaquant à cinq kilomètres de l'arrivée à La Rosière, et il endosse le maillot jaune, avec 1 minute 25 secondes d'avance sur son équipier Christopher Froome. Le lendemain, il consolide son avance en gagnant à l'Alpe d'Huez et il est hué sur le podium protocolaire. Il compte alors 1 min 39 s d'avance sur Froome et 1 min 50 s sur Tom Dumoulin, et la hiérarchie au sein de l'équipe Sky, entre Thomas maillot jaune et Froome leader au départ, est désormais incertaine,. Dans les Pyrénées, Geraint Thomas s'affirme en leader et assure sa première place, notamment lors de la courte étape entre Bagnères-de-Luchon et Saint-Lary-Soulan. Il y résiste aux attaques de Tom Dumoulin et Primož Roglič, leur reprenant même quelques secondes, tandis que Froome, incapable de suivre en fin d'étape, perd une minute. Lors du contre-la-montre disputé la veille de l'arrivée, il ne concède que quatorze secondes à son dauphin Dumoulin, champion du monde de la spécialité,. Il gagne ainsi le Tour, devant Tom Dumoulin et Christopher Froome. En septembre, il prolonge de trois ans son contrat avec l'équipe Sky.

### 2019: deuxième du Tour de France

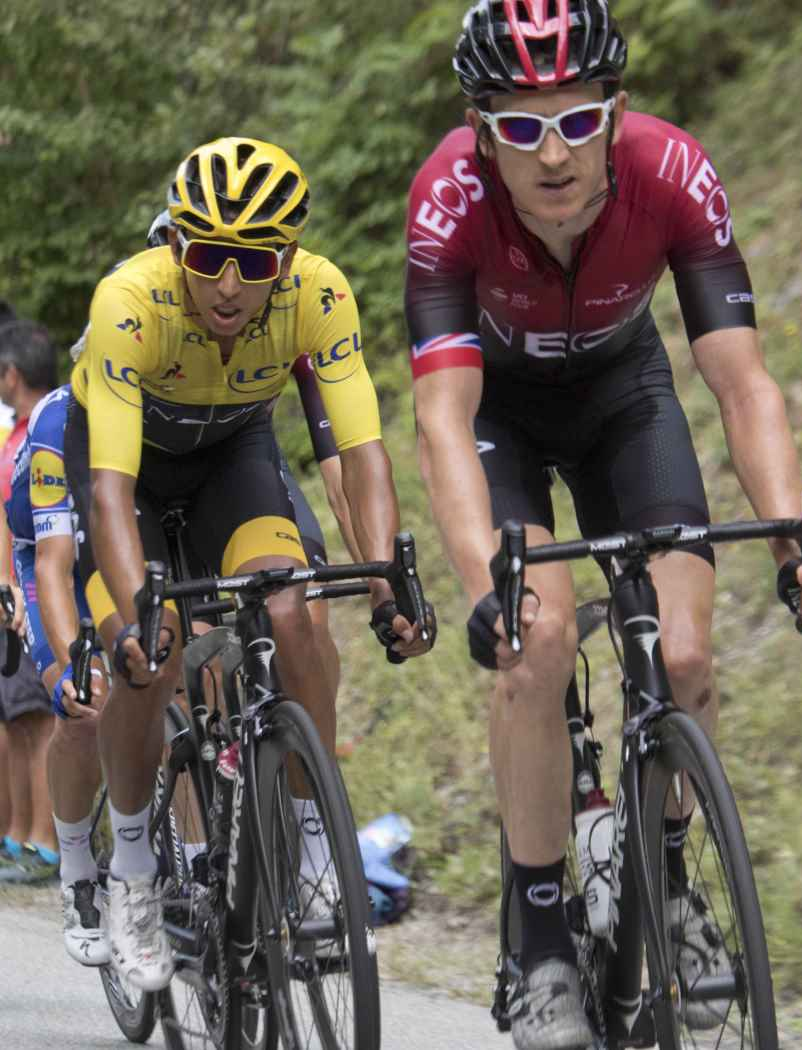
Egan Bernal et Geraint Thomas réalisent le doublé sur le Tour de France 2019.

En quête d'un deuxième titre sur le Tour de France, ses résultats en début de saison sont en deçà des années précédentes. Sa meilleure performance est une douzième place sur les Strade Bianche. Par la suite, il abandonne sur Tirreno-Adriatico en raison de problèmes gastriques, puis se classe 40e du Tour du Pays basque. Début mai, il monte en puissance et termine à la troisième place du Tour de Romandie, sans réussir à déloger Primož Roglič de la tête du classement. Alors qu'il devait partager la place de leader sur le Tour avec Christopher Froome, celui-ci déclare forfait après une chute en course. Le 17 juin, Geraint Thomas chute lourdement sur Tour de Suisse, sa dernière course de préparation avant le Tour, et doit abandonner l'épreuve.
Au Tour de France, il doit partager les responsabilités avec son jeune coéquipier colombien Egan Bernal. Placé 2e au classement général, après le contre-la-montre de Pau, où il se fait devancer par le maillot jaune Julian Alaphilippe, il perd du temps dans les étapes de montagne, les Pyrénées puis les Alpes. Il termine ce Tour à la deuxième place, derrière Bernal, et devant le Néerlandais Steven Kruijswijk, soit un doublé pour Ineos.

### 2020: abandon sur le Tour d'Italie
En raison d'une performance modeste sur le Dauphiné, Geraint Thomas n'est pas retenu pour participer au Tour de France. Il reporte ses ambitions sur le Giro. En septembre, il termine deuxième sur Tirreno-Adriatico, à 17 secondes de Simon Yates, puis il fait sa première apparition au championnat du monde du contre-la-montre, où il termine quatrième. En octobre, il commence bien le Tour d'Italie en se classant premier des favoris lors du contre-la-montre de la première étape. Deux jours plus tard, à Enna, il chute au début de la troisième étape et perd treize minutes dans la montée de l'Etna, puis il abandonne en ne prenant pas le départ le lendemain.

### 2021: victoire au Tour de Romandie et retour parmi les favoris
Avec pour objectif le Tour de France, Geraint Thomas fait son retour à la compétition en février. En mars, sur le Tour de Catalogne. Il termine 10e de la deuxième étape et fait son entrée dans le top 10 du classement général (8e). Arrivé quatrième à la fin de la 3e étape, il remonte à la 4e place du général. Le lendemain, il termine troisième de la quatrième étape et se classe finalement troisième du classement général, derrière ses coéquipiers Adam Yates (vainqueur) et Richie Porte (deuxième).
Il retrouve Tirreno-Adriatico dont il avait fini deuxième lors de l'édition précédente. Lors de la quatrième étape, il attaque à 6 kilomètres de l'arrivée mais se fait rattraper puis lâcher par Tadej Pogačar, qui remporte la course des deux mers.
Il participe ensuite au Tour de Romandie et se classe deuxième du contre-la-montre inaugural derrière son coéquipier Rohan Dennis et devant son autre coéquipier Richie Porte. L'équipe Ineos débute ainsi très fort ce Tour de Romandie et Thomas ne quittera pas le podium, étant rétrogradé à la 3e place à l'issue de la 2e étape mais retrouvant la place de dauphin le lendemain. Le Gallois passe véritablement à l'action lors de la quatrième étape, attaquant à 3 kilomètres de l'arrivée et partant à la poursuite du Canadien Michael Woods. Dépassant tous les concurrents intercalés, il rattrape aisément Woods alors qu'il ne reste que 2 kilomètres à parcourir. Les deux hommes se dirigent alors vers l'arrivée située à Thyon 2000, le canadien s'efforçant à suivre le rythme de Thomas, plus à l'aise en montagne. Dans les derniers hectomètres, Woods tente une attaque mais Thomas le rejoint sans difficultés. Dans les derniers mètres, Michael Woods attaque à nouveau. Geraint Thomas tente de se mettre en danseuse mais sa main droite dérape, lâche le guidon et le Gallois chute alors violemment sur le plat, d'autant plus que la pluie a rendu la route glissante. Woods remporte l'étape et prend le maillot jaune. Sonné, Geraint Thomas met du temps à remonter sur son vélo et à gagner la ligne d'arrivée, Ben O'Connor terminant avant lui. Le lendemain, Thomas termine troisième du contre-la-montre final et remporte le classement général.
En préparation de la Grande Boucle, il participe au Critérium du Dauphiné et figure parmi les favoris. Il fait son entrée dans le classement général (9e) à l'issue de la 2e étape puis gagne une place le lendemain. Pressenti comme le grand favori de la 4e étape, unique contre-la-montre, il démarre très fort et réalise le meilleur temps au premier passage intermédiaire. Cependant, il paye ses efforts et son gros braquet dans la deuxième partie de l'étape, plus pentue, et ne termine que dixième de l'étape à 23 secondes du vainqueur Alexey Lutsenko. Le lendemain, il remporte la 5e étape grâce à un coup tactique de son équipe. Alors qu'il ne restait plus qu'un kilomètre à parcourir, ses coéquipiers Michał Kwiatkowski et Richie Porte profitent d'un virage en épingle pour créer une cassure avec le reste du peloton tandis que Thomas place une attaque. Excellent rouleur, le Gallois creuse un écart et n'est rattrapé par le peloton que sur la ligne d'arrivée, remportant de peu l'étape devant l'italien Sonny Colbrelli et gagnant deux places au classement général grâce aux bonifications. Il termine finalement troisième du classement général de la course, à 29 secondes du vainqueur, son coéquipier Richie Porte.
Thomas est l'un des quatre leaders de l'équipe Ineos au départ du Tour de France, le 26 juin (avec Carapaz, Geoghegan Hart et Porte). Mais il chute lourdement sur la 3e étape, le long de la côte du Morbihan, et se luxe l'épaule droite. Cependant, il n'abandonne pas et repart. Son retard au général augmente lors de la première étape alpine, où il est distancé dès le début. Il termine le Tour à la 41e place tout en roulant pour soutenir Richard Carapaz, troisième du classement final. Il participe dans la foulée aux Jeux olympiques de Tokyo, où il abandonne la course en ligne et termine douzième du contre-la-montre.

### 2022: vainqueur du Tour de Suisse et podium sur le Tour de France

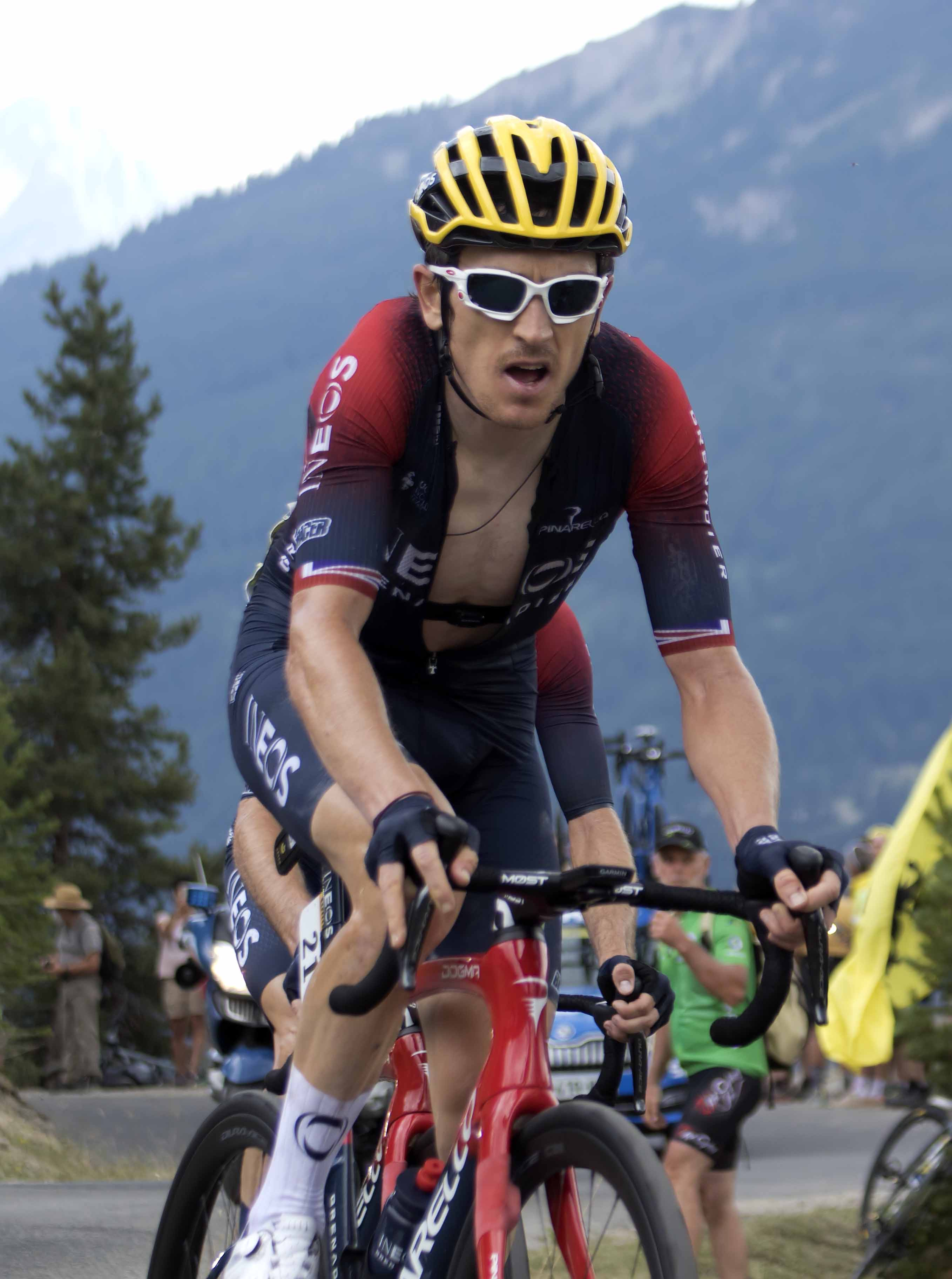
Thomas lors de la 11e étape du Tour de France 2022.

Son début de saison est en retrait de ses habitudes, il doit se contenter de deux quatrièmes place sur les contre-la-montre du Tour du Pays basque et du Tour de Romandie.
En juin, il participe au Tour de Suisse, où il fait partie d'une forte équipe Ineos Grenadiers qui comprend notamment Adam Yates, Daniel Martínez et Tom Pidcock. Après avoir récupéré des secondes de bonification sur la troisième étape, il occupe la troisième place du général à sept secondes d'Aleksandr Vlasov, à l'issue de la cinquième étape. Positif au covid-19, Vlasov abandonne avant la sixième étape, Thomas en profite pour monter à la deuxième place provisoire du classement général, une seconde derrière Jakob Fuglsang. Lors de la septième étape, Sergio Higuita prend la tête du général, avec deux deux secondes d'avance sur Thomas. Lors du contre-la-montre final au Liechtenstein, Thomas termine deuxième derrière Remco Evenepoel et remporte le classement général avec plus d'une minute d'avance. Il s'agit de sa quatrième victoire sur une course par étapes d'une semaine du World Tour. C'est également son dixième podium dans de telles courses, dont huit obtenus après l'âge de 30 ans.
En juillet, il participe à son douzième Tour de France. Il prend le départ dans la course avec ses coéquipiers Adam Yates, Daniel Martínez et Tom Pidcock, sans qu'aucun coureur ne soit clairement considéré comme le leader de l'équipe. Thomas s'est avéré être le coureur le plus fort de la course, derrière le duo Jonas Vingegaard-Tadej Pogačar. Lors de la traversée des Pyrénées, il est le seul coureur capable de les suivre. Cependant, lors de la troisième semaine, il est finalement distancé par les deux principaux protagonistes, tout en devançant nettement le reste du peloton. Seul coureur à terminer à moins de dix minutes des deux premiers, il parvient à terminer sur un podium du Tour pour la troisième fois de sa carrière. Il devient à 36 ans le coureur le plus âgé sur le podium, depuis Joaquim Agostinho en 1979.
Lors des Jeux du Commonwealth, il est médaillé de bronze du contre-la-montre pour le pays de Galles, malgré une chute précoce qui lui a coûté près d'une demi-minute.

### 2023-2024: deux podiums sur le Tour d'Italie

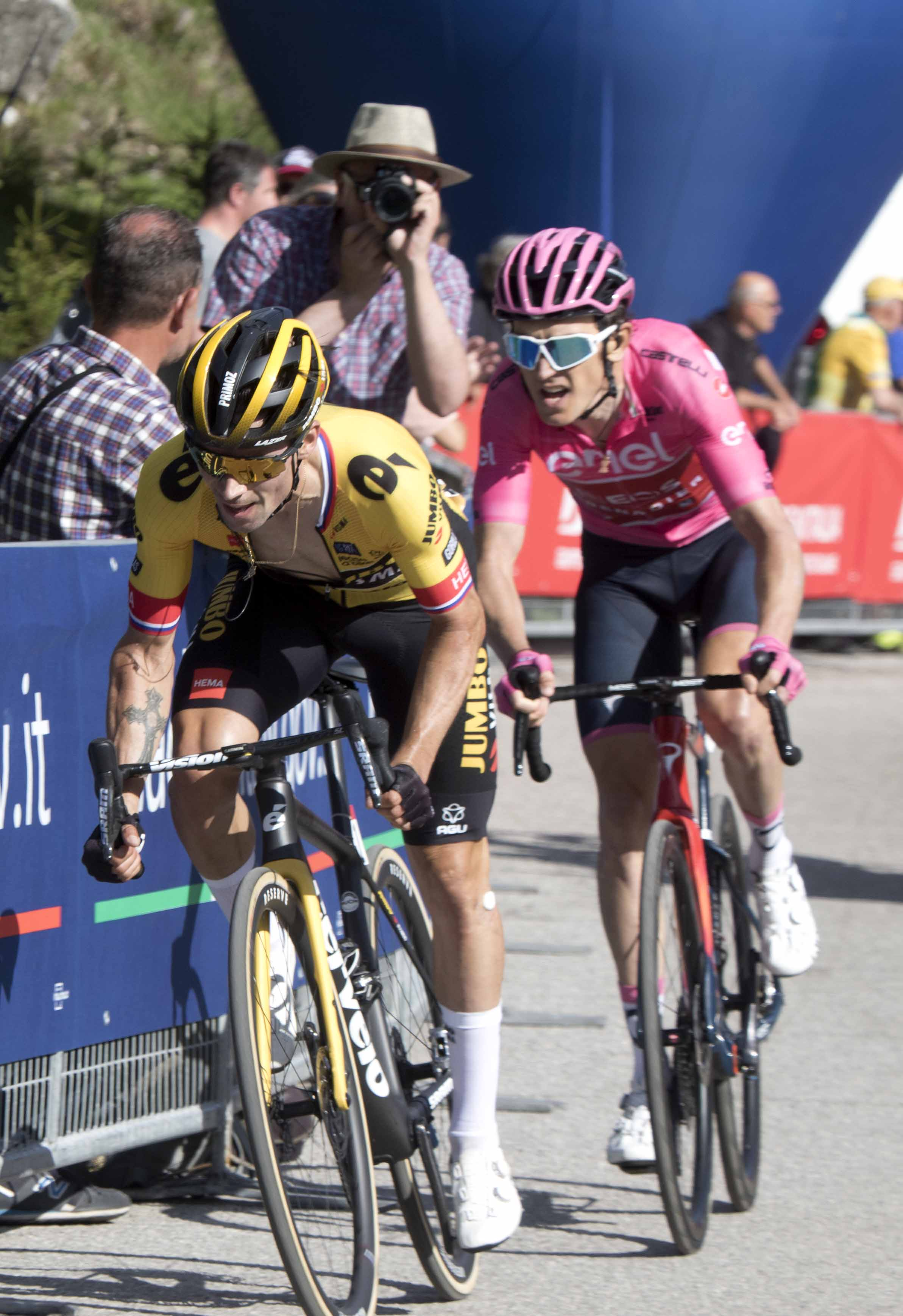
Thomas (à droite) portant le maillot rose avec Primož Roglič (à gauche) lors du Tour d'Italie 2023.

Après un début de saison 2023 discret sans aucun top 10, il se présente en mai sur le Tour d'Italie comme l'un des co-leaders de l'équipe Ineos Grenadiers avec Tao Geoghegan Hart. Il commence la course avec une neuvième place lors du contre-la-montre d'ouverture, puis reste dans le top dix du classement général pendant toute la course. Il remonte à la deuxième place du classement général lors du premier jour de repos, devancé seulement par Remco Evenepoel. Thomas endosse pendant huit étapes le maillot rose de leader du Giro, à la suite du retrait d'Evenepoel pour cause de Covid-19. Il le conserve pendant quatre étapes, avant que Bruno Armirail ne prenne le maillot rose après que le peloton ait perdu plus de vingt minutes lors de la quatorzième étape. Lors de la 16e étape, il distance son plus proche rival, Primož Roglič, dans la montée finale du Monte Bondone et reprend la tête du classement général à Armirail. Au départ du troisième contre-la-montre de la course, organisé l'avant-dernier jour, il possède une avance de 26 secondes sur Roglič, tandis que João Almeida est également à moins d'une minute. Lors de cette étape, Roglič perd du temps en raison d'un problème mécanique au début de la montée du Monte Lussari, mais reprend finalement 40 secondes sur Thomas et remporte ce Giro avec 14 secondes d'avance sur le Britannique. Après une longue pause, Geraint Thomas fait son retour en le 29 juillet lors du Tour de Pologne. Il se classe ensuite 10e du  championnat du monde du contre-la-montre à Glasgow. À la fin de la saison, il participe pour la deuxième fois de sa carrière au Tour d'Espagne, mais ne termine que 31e au classement général. En octobre, Ineos Grenadiers annonce l'extension de deux ans du contrat de Thomas.
Lors de la saison 2024, à 37 ans, il annonce son objectif de doublé Giro-Tour. Après avoir échoué à obtenir des résultats notables au printemps, il se montre en bonne forme au Tour d'Italie, figurant à la deuxième place du classement général derrière Tadej Pogačar après la première arrivée en montagne. Au fil de la course, il perd une place au profit de son ancien coéquipier Daniel Felipe Martínez lors du contre-la-montre de la 7e étape et termine finalement le Tour d'Italie à la troisième place du classement général, à plus de dix minutes du vainqueur Tadej Pogačar. Après la course, Thomas a laissé entendre qu'il ne concourrait plus pour le classement général des grands tours. Lors du Tour de France suivant, il perd beaucoup de temps sur les autres coureurs du classement général dès les premières étapes et termine finalement le Tour à la 42e place du classement général. N'ayant pas été sélectionné pour les Jeux olympiques de Paris, il participe au Renewi Tour en fin de saison, qu'il abandonne le dernier jour.

### 2025
En février 2025, il annonce prendre sa retraite à l'issue de la saison 2025, alors qu'il a 39 ans.

## Vie privée
Geraint Thomas s'est marié au pays de Galles en octobre 2015 à Sara Elen Thomas. Le couple réside à Monaco et a un fils, Macs, né en 2019.

## Palmarès sur route

### Palmarès par année
| - 2002 - 6e étape du Tour d'Irlande juniors - 2003 - Kuurnse Leieomloop - Kingswood Festival Road Race - 3e du championnat de Grande-Bretagne sur route juniors - 2004 - Champion du pays de Galles sur route - British Junior Men's Road Series - Pavé de Roubaix - 4e étape du Tour du pays de Galles juniors - 5e étape du Tour d'Irlande juniors - 1re étape de l'Acht van Bladel - 2e du Tour du pays de Galles juniors - 2005 - Champion du pays de Galles sur route - 2006 - Flèche du Sud : - Classement général - 2e étape - 3e du championnat de Grande-Bretagne sur route - 2010 - Champion de Grande-Bretagne sur route - 1re étape du Tour du Qatar (contre-la-montre par équipes) - 3e du championnat de Grande-Bretagne du contre-la-montre - 2011 - Classement général du Tour de Bavière - 2e d'À travers les Flandres - 2e du championnat de Grande-Bretagne du contre-la-montre - 10e du Tour des Flandres - 2012 - Prologue du Tour de Romandie - 2013 - 2e étape du Tour Down Under - 2e du Tour de Bavière - 3e du Tour Down Under - 3e du championnat du monde du contre-la-montre par équipes - 4e du Grand Prix E3 - 2014 - Tour de Bavière : - Classement général - 4e étape (contre la montre) - Médaillé d'or de la course en ligne des Jeux du Commonwealth - 2e du championnat de Grande-Bretagne du contre-la-montre - 3e du Grand Prix E3 - 3e du contre-la-montre aux Jeux du Commonwealth - 6e de l'Eneco Tour - 7e de Paris-Roubaix - 8e du Tour Down Under - 8e du Tour des Flandres - 2015 - Tour de l'Algarve : - Classement général - 2e étape - Grand Prix E3 - 1re étape du Tour de Romandie (contre-la-montre par équipes) - 2e du Tour de Suisse - 3e de Gand-Wevelgem - 5e de Paris-Nice | - 2016 - Classement général du Tour de l'Algarve - Classement général de Paris-Nice - 9e du contre-la-montre des Jeux olympiques - 2017 - 2e étape de Tirreno-Adriatico - Tour des Alpes : - Classement général - 3e étape - 1re étape du Tour de France (contre-la-montre) - 3e du championnat du monde du contre-la-montre par équipes - 5e de Tirreno-Adriatico - 2018 - Champion de Grande-Bretagne contre-la-montre - 3e étape du Tour de l'Algarve (contre-la-montre) - Critérium du Dauphiné : - Classement général - 3e étape (contre la montre par équipes) - Tour de France : - Classement général - 11e et 12e étapes - 2e du Tour de l'Algarve - 3e de Tirreno-Adriatico - 2019 - 2e du Tour de France - 3e du Tour de Romandie - 2020 - 2e de Tirreno-Adriatico - 4e du championnat du monde du contre-la-montre - 2021 - Classement général du Tour de Romandie - 5e étape du Critérium du Dauphiné - 3e du Tour de Catalogne - 3e du Critérium du Dauphiné - 2022 - Classement général du Tour de Suisse - 3e du Tour de France - Médaillé de bronze du contre-la-montre aux Jeux du Commonwealth - 2023 - 2e du Tour d'Italie - 10e du championnat du monde du contre-la-montre - 2024 - 3e du Tour d'Italie |

### Résultats sur les grands tours

#### Tour de France
14 participations
- 2007 : 140e
- 2010 : 67e
- 2011 : 31e
- 2013 : 140e
- 2014 : 22e
- 2015 : 15e
- 2016 : 15e
- 2017 : abandon (9e étape), vainqueur de la 1re étape (contre-la-montre),  maillot jaune pendant 4 jours
- 2018 :  Vainqueur du classement général, vainqueur des 11e et 12e étapes,  maillot jaune pendant 11 jours
- 2019 : 2e
- 2021 : 41e
- 2022 : 3e
- 2024 : 42e
- 2025 : 58e

#### Tour d'Italie
6 participations
- 2008 : 118e
- 2012 : 80e
- 2017 : non-partant (13e étape)
- 2020 : non-partant (4e étape)
- 2023 : 2e,  maillot rose pendant 8 jours.
- 2024 : 3e

#### Tour d'Espagne
2 participations
- 2015 : 69e
- 2023 : 31e

### Classements mondiaux
| Année                                 | 2009 | 2010 | 2011 | 2012 | 2013 | 2014 | 2015 | 2016 | 2017 | 2018 | 2019 | 2020 | 2021 | 2022 | 2023 | 2024 |
| ------------------------------------- | ---- | ---- | ---- | ---- | ---- | ---- | ---- | ---- | ---- | ---- | ---- | ---- | ---- | ---- | ---- | ---- |
| Calendrier mondial                    | nc   | 144e |      |      |      |      |      |      |      |      |      |      |      |      |      |      |
| UCI World Tour                        |      |      | 155e | 120e | 43e  | 31e  | 14e  | 37e  | 67e  | 4e   |      |      |      |      |      |      |
| Classement mondial                    |      |      |      |      |      |      |      | 53e  | 63e  | 6e   | 41e  | 64e  | 34e  | 31e  | 31e  | 59e  |
| UCI Europe Tour                       | 427e |      |      |      |      |      |      | 314e | 101e | 166e | 31e  | 53e  | 30e  | 25e  | 28e  | 48e  |
| UCI America Tour                      | nc   |      |      |      |      |      |      | 28e  | nc   | nc   |      |      |      |      |      |      |
|                                       |      |      |      |      |      |      |      |      |      |      |      |      |      |      |      |      |
| Légende : nc = non classéSource : UCI |      |      |      |      |      |      |      |      |      |      |      |      |      |      |      |      |

## Palmarès sur piste

### Jeux olympiques
- Pékin 2008
  -  Champion olympique de poursuite par équipes (avec Edward Clancy, Paul Manning et Bradley Wiggins)
- Londres 2012
  -  Champion olympique de poursuite par équipes (avec Steven Burke, Peter Kennaugh et Edward Clancy)

### Championnats du monde
- Bordeaux 2006
  -  Médaille d'argent de la poursuite par équipes (avec Edward Clancy, Ian Stannard, et Andrew Tennant)
- Majorque 2007
  -  Champion du monde de poursuite par équipes (avec Edward Clancy, Bradley Wiggins, et Paul Manning)
- Manchester 2008
  -  Champion du monde de poursuite par équipes (avec Edward Clancy, Bradley Wiggins, et Paul Manning)
- Melbourne 2012
  -  Champion du monde de poursuite par équipes (avec Edward Clancy, Steven Burke et Peter Kennaugh)
  -  Médaillé d'argent de l'américaine
  - 5e de la poursuite individuelle

### Championnats du monde juniors
- 2004
  -  Champion du monde du scratch juniors

### Coupe du monde
- 2004-2005 
  - 2e du scratch à Moscou
- 2005-2006 
  - 1er de la poursuite par équipes à Moscou (avec Paul Manning, Chris Newton et  Edward Clancy)
- 2007-2008
  - 3e de la poursuite par équipes à Sydney
  - 3e de l'américaine à Sydney
- 2008-2009 
  - 1er de la poursuite par équipes à Manchester
- 2009-2010
  - 1er de la poursuite à Manchester
  - 1er de la poursuite par équipes à Manchester (avec Edward Clancy, Steven Burke, Andrew Tennant)
- 2010-2011
  - 1er de la poursuite par équipes à Manchester (avec Bradley Wiggins, Edward Clancy, Steven Burke)
  - 2e de la poursuite à Manchester

### Championnats d'Europe
Juniors et Espoirs
- Valence 2004
  -  Médaillé d'argent de la course aux points juniors
- Athènes 2006
  -  Champion d'Europe de poursuite par équipes espoirs (avec Edward Clancy, Ian Stannard et Andrew Tennant)
  -  Médaillé d'argent du scratch espoirs

Élites
- Apeldoorn 2011
  -  Champion d'Europe de poursuite par équipes (avec Steven Burke, Peter Kennaugh et Edward Clancy)

### Jeux du Commonwealth
- Melbourne 2006
  -  Médaillé de bronze de la course aux points

### Championnats nationaux
- 2003
  - 2e du championnat de Grande-Bretagne de poursuite juniors
  - 2e du championnat de Grande-Bretagne de course aux points juniors
  - 3e du championnat de Grande-Bretagne du kilomètre juniors
  - 3e du championnat de Grande-Bretagne de scratch juniors
- 2005
  -  Champion de Grande-Bretagne de poursuite par équipes (avec Edward Clancy, Mark Cavendish et Steve Cummings)
  -  Champion de Grande-Bretagne du scratch
- 2006
  - 2e du championnat de Grande-Bretagne de poursuite par équipes
- 2009
  -  Champion de Grande-Bretagne de poursuite
  - 2e du championnat de Grande-Bretagne de l'américaine
- 2010
  - 3e du championnat de Grande-Bretagne de scratch

### Records
Geraint Thomas a battu cinq fois le record du monde de poursuite par équipes avec l'équipe de Grande-Bretagne. Lors des championnats du monde de 2008 à Manchester, il réalise avec Edward Clancy, Bradley Wiggins et Paul Manning le temps de 3 minutes 56 secondes 322 et bat le record détenu depuis les Jeux olympiques de 2004 par les Australiens Luke Roberts, Bradley McGee, Brett Lancaster et Graeme Brown. Lors des Jeux olympiques de 2008, ils battent à deux reprises leur record, en 3 minutes 55 secondes 202 puis 3 minutes 53 secondes 314. Ce record tient quatre ans. Il est de nouveau battu par l'équipe britannique, formée par Geraint Thomas, Steven Burke, Peter Kennaugh et Edward Clancy lors des championnats du monde de 2012, en 3 minutes 53 secondes 295. Le meilleur temps réalisé lors des Jeux de 2008 reste le record olympique jusqu'aux Jeux olympiques de 2012 où l'équipe britannique, avec les mêmes coureurs, bat le record du monde et record olympique en 3 minutes 51 secondes 659.

## Distinctions
- Athlète olympique de l'année en cyclisme, remis en 2011 par la British Olympic Association[9]
- Hall of Fame de l'UEC[76]
- Cycliste de l'année au pays de Galles en 2015
- Personnalité sportive de l'année de la BBC au pays de Galles en 2014 et 2018[77]
- Sportif de l'année de la BBC : 2018
- En septembre 2018, le vélodrome national du pays de Galles à Newport est officiellement renommé Vélodrome national Geraint Thomas[78]
- Officier de l'ordre de l'Empire britannique (OBE) : 2019